# Алкалай, Иехуда
Иехуда бен Шломо Хай Алкалай (1798, Сараево — 1878, Иерусалим) — сефардский раввин, каббалист, один из провозвестников сионизма. Предсказывал создание государства Израиль и скорый приход Мессии.

## Биография
Родился в Сараеве (Босния). Детство провёл в Иерусалиме, там же познакомился с каббалой. В 1825 году стал раввином города Семлина (Земун). В 1834 году издал буклет «Слушай, Израиль» — где высказывал идею возникновения государства Израиль в Святой земле и скорого прихода Машиаха. После 1850 года на несколько месяцев переехал в Англию. В 1874 году окончательно переехал в Землю Израиля.

## Труды
- «Приятные пути», 1839 г.
- «Шалом Иерусалим», 1840 г.
- «Приношение Йегуды», 1843 г.
- «Дар Иудеи», 1845 г.